# Diocesi di Zarai
La diocesi di Zarai (in latino Dioecesis Zaraïtena) è una sede soppressa e sede titolare della Chiesa cattolica.

## Storia
Zarai, identificabile con Zraïa nell'odierna Algeria, è un'antica sede episcopale della provincia romana di Numidia.
Sono tre i vescovi documentati di questa diocesi. Alla conferenza di Cartagine del 411, che vide riuniti assieme i vescovi cattolici e donatisti dell'Africa romana, presero parte il cattolico Cresconio e il donatista Rogato. La lettera sinodale del concilio antipelagiano celebrato a Milevi nel 416 è sottoscritta da sei vescovi di nome Cresconio: uno di questi potrebbe essere il vescovo di Zarai.
Terzo vescovo noto di questa diocesi è Adeodato, il cui nome appare al 120º posto nella lista dei vescovi della Numidia convocati a Cartagine dal re vandalo Unerico nel 484; Adeodato era già deceduto in occasione della redazione di questa lista.
Dal XIX secolo Zarai è annoverata tra le sedi vescovili titolari della Chiesa cattolica; dal 22 gennaio 2003 il vescovo titolare è Assis Lopes, già vescovo ausiliare di Rio de Janeiro.

## Cronotassi

### Vescovi residenti
- Cresconio † (menzionato nel 411)
  - Rogato † (menzionato nel 411) (vescovo donatista)
- Adeodato † (menzionato nel 484)

### Vescovi titolari
- Edmond Alfred Dardel, O.F.M.Cap. † (23 agosto 1889 - 21 marzo 1890 deceduto)
- Esteban Sánchez de las Heras, O.P. † (15 gennaio 1895 - 21 giugno 1896 deceduto)
- Jerome Van Aertselaer, C.I.C.M. † (7 maggio 1898 - 12 gennaio 1924 deceduto)
- Félix Bilbao y Ugarriza † (23 aprile 1924 - 14 dicembre 1925 nominato vescovo di Tortosa)
- Enrique María Dubuc Moreno † (10 maggio 1926 - 26 settembre 1926 succeduto vescovo di Barquisimeto)
- Jan Stavel † (29 aprile 1927 - 6 novembre 1938[3] deceduto)
- Vince Kovács † (20 luglio 1940 - 15 marzo 1974 deceduto)
- Benito Cocchi † (12 dicembre 1974 - 22 maggio 1982 nominato vescovo di Parma)
- José Sebastián Laboa Gallego † (18 dicembre 1982 - 24 ottobre 2002 deceduto)
- Assis Lopes, dal 22 gennaio 2003